# Baron Sackville

Wappen der Barone Sackville

Baron Sackville, of Knole in the County of Kent, ist ein erblicher britischer Adelstitel in der Peerage of the United Kingdom.

## Verleihung und Geschichte des Titels
Der Titel wurde am 2. Oktober 1876 für Hon. Mortimer Sackville-West, den vierten Sohn des 5. Earl De La Warr, geschaffen. Die Verleihung erfolgte mit dem besonderen Zusatz, dass der Titel in Ermangelung eigener männlicher Nachkommen auch an seine jüngeren Brüder Hon. Lionel Sackville-West und Hon. William Edward Sackville-West sowie deren männliche Nachkommen vererbbar sei.
Da der 1. Baron kinderlos blieb, fiel der Titel bei seinem Tod, 1888, gemäß der besonderen Nachfolgeregelung an sein Bruder Lionel als 2. Baron. Dieser hatte keine legitimen männlichen Nachkommen und bei seinem Tod ging der Titel 1908 auf seinen Neffen, als 3. Baron, über. Er war der Sohn des nächstjüngeren Bruders William Edward. Sein Nachfolger wurde 1928 sein jüngerer Bruder, als 4. Baron. Er war Major-General der Armee. Bei seinem Tod, 1962, ging der Titel auf seinen Sohn, den 5. Baron, und dann 1965 auf dessen Cousin, den 6. Baron, über. Er war der älteste Sohn des Hon. Bertrand George Sackville-West, jüngster Bruder des 3. und 4. Barons. Seit 2004 wird der Titel von seinem Neffen Robert Sackville-West, dem 7. Baron, gehalten. Er ist der Sohn von Hugh Rosslyn Inigo Sackville-West, dem jüngeren Bruder des 6. Barons.

## Liste der Barone Sackville (1876)
- Mortimer Sackville-West, 1. Baron Sackville (1820–1888)
- Lionel Sackville-West, 2. Baron Sackville (1827–1908)
- Lionel Sackville-West, 3. Baron Sackville (1867–1928)
- Charles Sackville-West, 4. Baron Sackville (1870–1962)
- Edward Sackville-West, 5. Baron Sackville (1901–1965)
- Lionel Sackville-West, 6. Baron Sackville (1913–2004)
- Robert Sackville-West, 7. Baron Sackville (* 1958)

Titelerbe (Heir apparent) ist der Sohn des aktuellen Titelinhabers Hon. Arthur Sackville-West (* 2000).